# 丘悦
丘悦（?—?），唐朝河南陆浑县（今河南省嵩县东北）人。
丘悦善論譔，有学业。武周时，丘悅與員半千、王勮、石抱忠同為弘文館直學士。景龙年间，为相王府掾，与文学韦利器、典签裴耀卿都是王府直学士。相王李旦非常看重他们，以备顾问，府中称为学直。李旦即位为唐睿宗，丘悦担任岐王傅。开元初年去世。仪坤庙乐章十二首。皇帝行用《太和》黄钟宫，左谕德、昭文馆学士丘悦撰：“孝哉我后，冲乎乃圣。道映重华，德辉文命。慕深视箧，情殷抚镜。万国移风，兆人承庆”。有《丘悦集》十卷，撰《三国典略》三十卷。